# Ministerio federal (Alemania)
Los ministerios federales de Alemania (en idioma alemán: Bundesministerium, plural: Bundesministerien) son las Administraciones federales supremas de Alemania encargadas a un ministro federal. Según la Constitución Alemana el Gobierno federal se compone del canciller y los ministros federales. De acuerdo a las indicaciones generales del canciller federal, cada ministro federal encabeza y dirige su cartera bajo su propia responsabilidad.
El número y denominación de los ministerios federales ha variado a lo largo de la historia de Alemania; modificaciones hechas por los cancilleres federales para adaptarlos a los progresos y necesidades de la sociedad alemana. Un cambio significativo se dio en 1999, cuando por el decreto oficial del 20 de junio de 1991 se comenzaron a trasladar algunas de las administraciones y oficinas gubernamentales de Bonn, la antigua capital de la República Federal de Alemania, a Berlín.

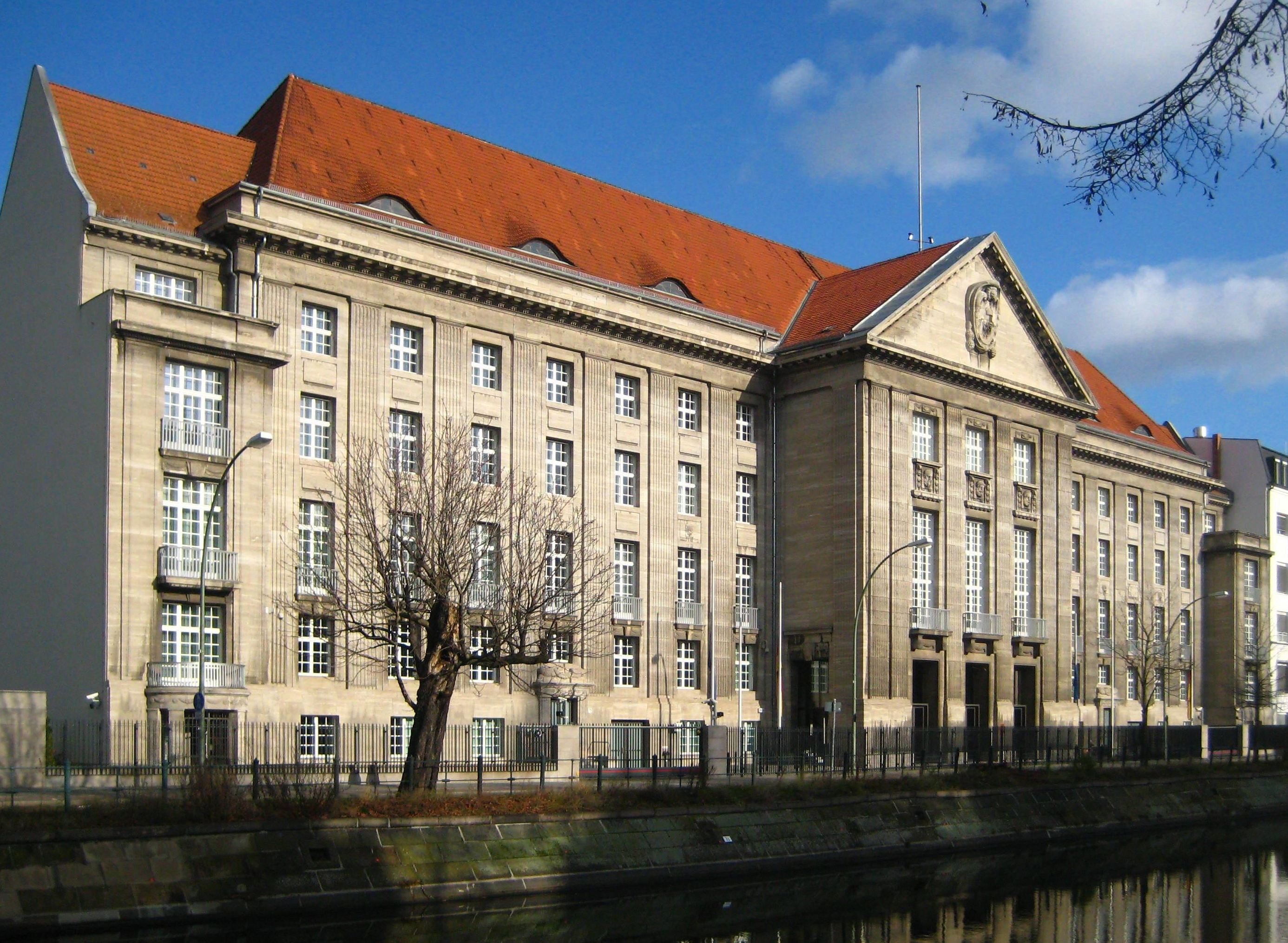
Ministerio de Defensa de Alemania en Berlín (edificio conocido como Bendlerblock).

## Sede de los Ministerios Federales
Desde el 8 de diciembre de 2021, con el inicio de la primera legislatura del canciller federal Olaf Scholz, la República Federal Alemana consta de 15 ministerios federales, cuyas sedes se encuentran en Berlín y Bonn. En la tabla siguiente se enumeran los ministerios con su dirección, edificio en el que se han albergado, nombre del ministro(a) en funciones y pág. de contacto en internet.
| Ministerio Federal (siglas)                                                                     | Ministro(a)       | Dirección | Pág. web                                                |
| ----------------------------------------------------------------------------------------------- | ----------------- | --- | ------------------------------------------------------- |
| Alimentación y Agricultura (BMELV)                                                              | Cem Özdemir       | Rochusstraße 1, 53123 Bonn                                                                                       |                                                         |
| Asuntos Exteriores (AA)                                                                         | Annalena Baerbock | Werderscher Markt 1, 10117 Berlín (Haus am Werderschen Markt)                                                    |                                                         |
| Cooperación Económica y Desarrollo (BMZ)                                                        | Svenja Schulze    | Dahlmannstraße 4, 53113 Bonn                                                                                     |                                                         |
| Defensa (BMVg)                                                                                  | Boris Pistorius   | Fontainengraben 150, 53123 Bonn                                                                                  |                                                         |
| Economía y Protección del Clima (BMWI)                                                          | Robert Habeck     | Scharnhorststr. 34-37, 10115 Berlín (Invalidenhaus y Academia del Emperador Guillermo)                           |                                                         |
| Educación e Investigación (BMBF)                                                                | Cem Özdemir       | Heinemannstraße 2, 53175 Bonn                                                                                    |                                                         |
| Familia, Tercera Edad, Mujeres y Juventud (BMFSFJ)                                              | Lisa Paus         | Alexanderstr. 3, 10178 Berlín ("Haus der Elektroindustrie")                                                      |                                                         |
| Finanzas (BMF)                                                                                  | Jörg Kukies       | Wilhelmstr. 97, 10117 Berlín (Casa Detlev-Rohwedder)                                                             |                                                         |
| Interior (BMI)                                                                                  | Nancy Faeser      | Alt-Moabit 101 D, 10559 Berlín ("Spree-Bogen")                                                                   |                                                         |
| Justicia (BMJ)                                                                                  | Volker Wissing    | Mohrenstr. 37, 10117 Berlín (antiguos Centro de Prensa Internacional y Oficina de Inventos y Patentes de la RDA) |                                                         |
| Medio Ambiente, Protección de la Naturaleza, Seguridad Nuclear y Protección al Consumidor (BMU) | Steffi Lemke      | Robert-Schuman-Platz 3, 53175 Bonn                                                                               |                                                         |
| Salud (BMG)                                                                                     | Karl Lauterbach   | Rochusstraße 1, 53123 Bonn                                                                                       |                                                         |
| Trabajo y Asuntos Sociales (BMAS)                                                               | Hubertus Heil     | Wilhelmstr. 49, 10117 Berlín (antiguos Frente Nacional de Alemania Democrática y Casa Kleist)                    |                                                         |
| Transporte e Infraestructura Digital (BMVBS)                                                    | Volker Wissing    | Invalidenstr. 44, 10115 Berlín (antiguo Ministerio de Geología de la RDA)                                        |                                                         |
| Vivienda, Desarrollo Urbanístico y Construcción (BMWSB)                                         | Klara Geywitz     | Krausenstraße 17–18, 10117 Berlín                                                                                | Archivado el 9 de diciembre de 2021 en Wayback Machine. |